# Ahmed Al Maktum
Scheich Ahmed bin Hasher Al Maktum (arabisch أحمد آل مكتوم, DMG Aḥmad Āl Maktūm; * 31. Dezember 1963 in Dubai) ist ein Sportschütze aus den Vereinigten Arabischen Emiraten.
Al Maktum zählt zu den weltbesten Schützen im Trap- und Doppeltrap-Schießen. Nach einigen Weltcupsiegen und dem vierten Platz im Doppeltrap bei den Weltmeisterschaften 2003 in Nikosia gewann er bei den Olympischen Spielen 2004 in Athen die Goldmedaille im Doppeltrap. Er ist damit für sein Land sowohl der erste Olympiasieger als auch der erste Medaillengewinner überhaupt bei Olympischen Spielen. Im Trap verpasste er als Viertplatzierter eine zweite Medaille. Erstmals nahm er schon 2000 in Sydney an Olympischen Spielen teil und wurde 18. im Trap- und 23. im Doppeltrap-Wettbewerb. Maktums dritte Spiele waren die Wettkämpfe 2008 von Peking. Im Trap erreichte er als 30. sein schlechtestes Olympia-Ergebnis. Weitaus besser lief es im Doppeltrap, wo er als Titelverteidiger das Finale erreichte und Siebter wurde.
Scheich Ahmed Al Maktum ist Familienmitglied des Königshauses von Dubai und trainiert allein auf einer Freiluftschießanlage, die er auf seinem Privatgrundstück in Dubai angelegt hat. Sein Trainer ist Rafael Mukhamediarov aus Usbekistan. Er ist außerdem einer der besten Squashspieler seines Landes. Al Maktum hat einen Wirtschaftsabschluss der University of Phoenix in Arizona, USA. Darüber hinaus ist er Athletenbotschafter der Entwicklungshilfeorganisation Right to Play.